# San Salvador El Seco
San Salvador El Seco är en ort i Mexiko.   Den ligger i kommunen San Salvador el Seco och delstaten Puebla, i den sydöstra delen av landet, 160 km öster om huvudstaden Mexico City. San Salvador El Seco ligger 2 437 meter över havet och antalet invånare är 15 271.
Terrängen runt San Salvador El Seco är platt åt nordost, men åt sydväst är den kuperad. Runt San Salvador El Seco är det ganska tätbefolkat, med 129 invånare per kvadratkilometer. San Salvador El Seco är det största samhället i trakten. Trakten runt San Salvador El Seco består till största delen av jordbruksmark.